# Rumersheim-le-Haut
Rumersheim-le-Haut (elsässisch Rümersche, deutsch Rumersheim) ist eine französische Gemeinde mit 1052 Einwohnern (Stand 1. Januar 2022) im Département Haut-Rhin in der Region Grand Est (bis 2015 Elsass). Sie gehört zum Arrondissement Colmar-Ribeauvillé, zum Kanton Ensisheim und ist Mitglied im Gemeindeverband Communauté de communes Alsace Rhin Brisach. Die Bewohner werden Rumersheimois und Rumersheimoises genannt.

## Geografie
Die Gemeinde Rumersheim-le-Haut in der Oberrheinischen Tiefebene liegt zwischen Rheinseitenkanal und Harthwald, etwa 18 Kilometer nordöstlich von Mülhausen. Die Gemeindegrenze im Osten bildet der Rhein; rechtsrheinisch liegt die Gemarkung Grißheim in Deutschland.
Nachbargemeinden von Rumersheim-le-Haut sind Blodelsheim im Norden, Neuenburg am Rhein (Deutschland) im Osten, Chalampé im Südosten, Bantzenheim im Süden, Munchhouse im Westen sowie Roggenhouse im Nordwesten.

## Geschichte
Auf der Gemarkung fanden sich im Gewann Im Burghof Reste einer römischen Straßenstation. Auch Spuren der römischen Rheinstraße wurden entdeckt. Weitere römische Funde am Rande der Hardt. Merowingergräber. Ab 1259 war Rumersheim habsburgisch, gehörte also zu Vorderösterreich, bis es im Westfälischen Frieden 1648 mit dem ganzen elsässischen Besitz der Habsburger an die französische Krone kam. Im Spanischen Erbfolgekrieg unterlagen am 21. August 1709 bei Rumersheim die kaiserlich-österreichischen Truppen den Franzosen, was den Rückzug der ganzen Reichsarmee zur Folge hatte. Von 1871 bis zum Ende des Ersten Weltkrieges gehörte Rumersheim als Teil des Reichslandes Elsaß-Lothringen zum Deutschen Reich und war dem Kreis Gebweiler im Bezirk Oberelsaß zugeordnet. Im Ersten Weltkrieg verband eine von den Deutschen angelegte Feldbahn ein Munitions- und Verpflegungslager bei Rumersheim mit dem Hartmannsweilerkopf. Im Zweiten Weltkrieg erlebte das Dorf seine Befreiung am 9. Februar 1945.
Auf der Gemarkung befand sich früher die im 15. Jahrhundert abgegangene Siedlung Hammerstatt. 1879 zerstörte ein großer Dorfbrand mehrere Häuser. 
| Jahr      | 1910 | 1962 | 1968 | 1975 | 1982 | 1990 | 1999 | 2007 | 2017 |
| --------- | ---- | ---- | ---- | ---- | ---- | ---- | ---- | ---- | ---- |
| Einwohner | 707  | 657  | 690  | 790  | 773  | 838  | 947  | 1065 | 1079 |

## Zweckverband
Rumersheim-le-Haut ist Mitglied im Grenzüberschreitenden örtlichen Zweckverband Mittelhardt-Oberrhein, der auf Basis des Karlsruher Übereinkommens die grenzüberschreitende kommunale Zusammenarbeit von Gemeinden im Elsass und Baden fördert.

## Bauwerke

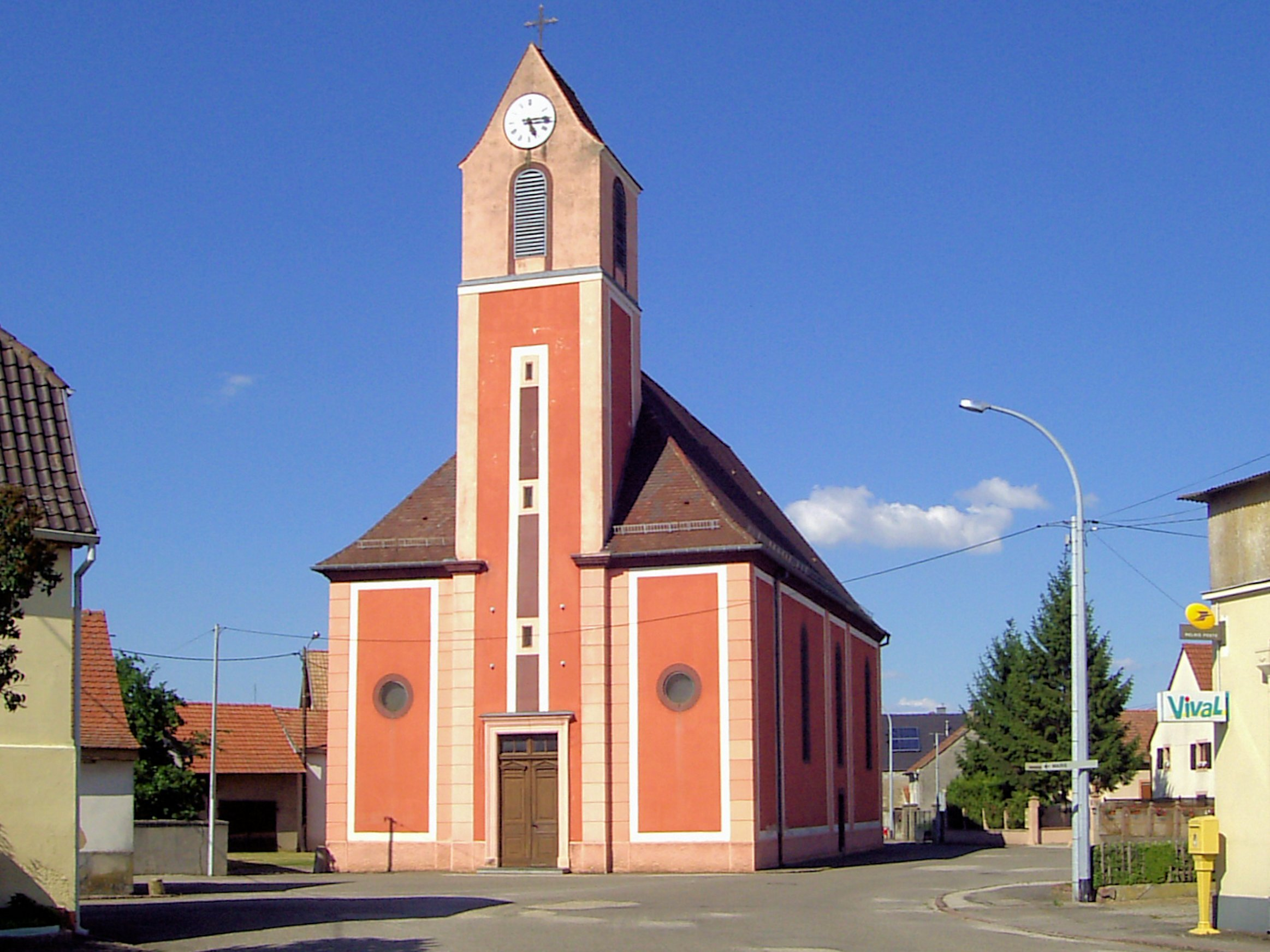
Kirche Saint-Gilles
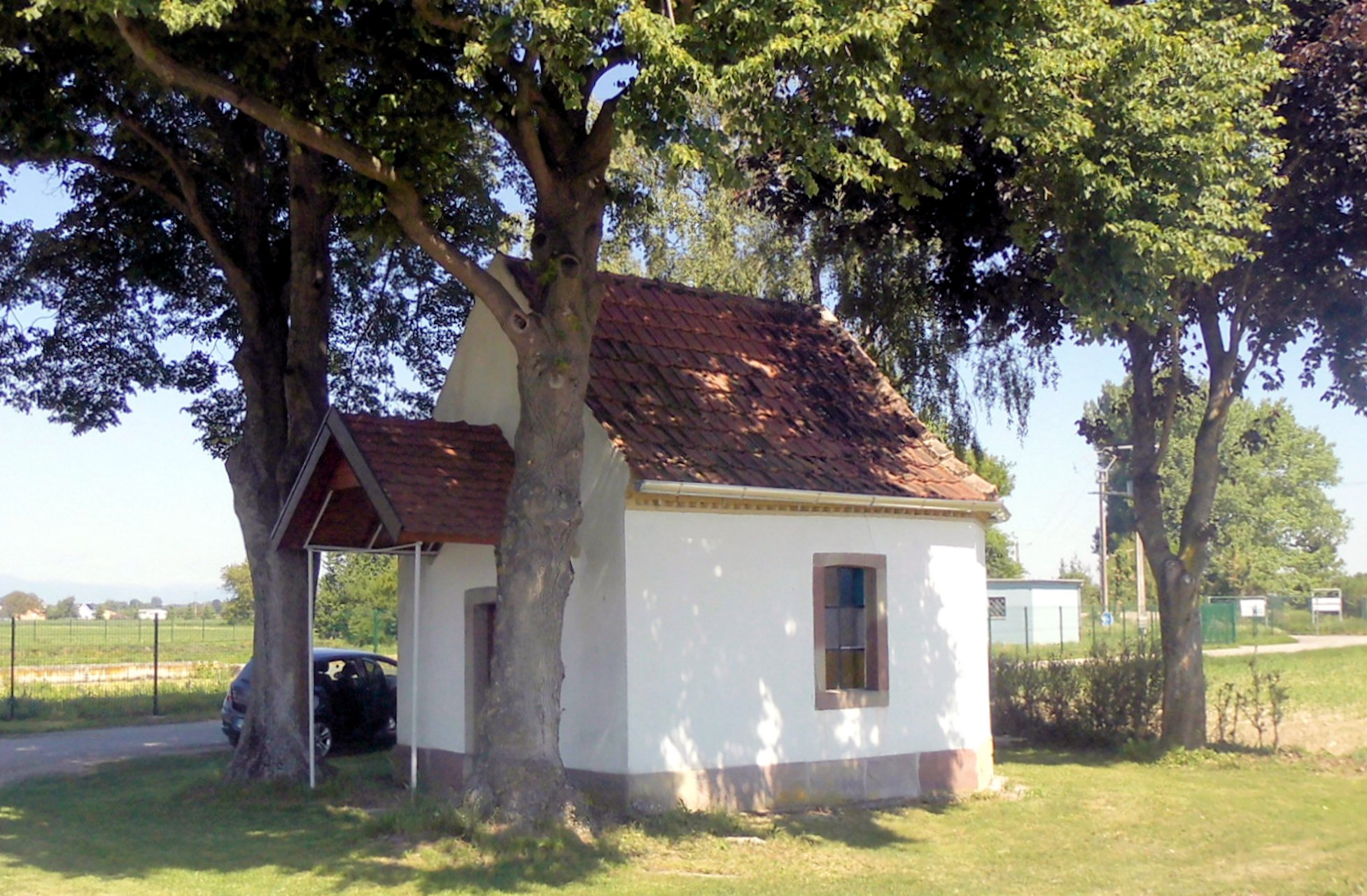
Kapelle Notre-Dame
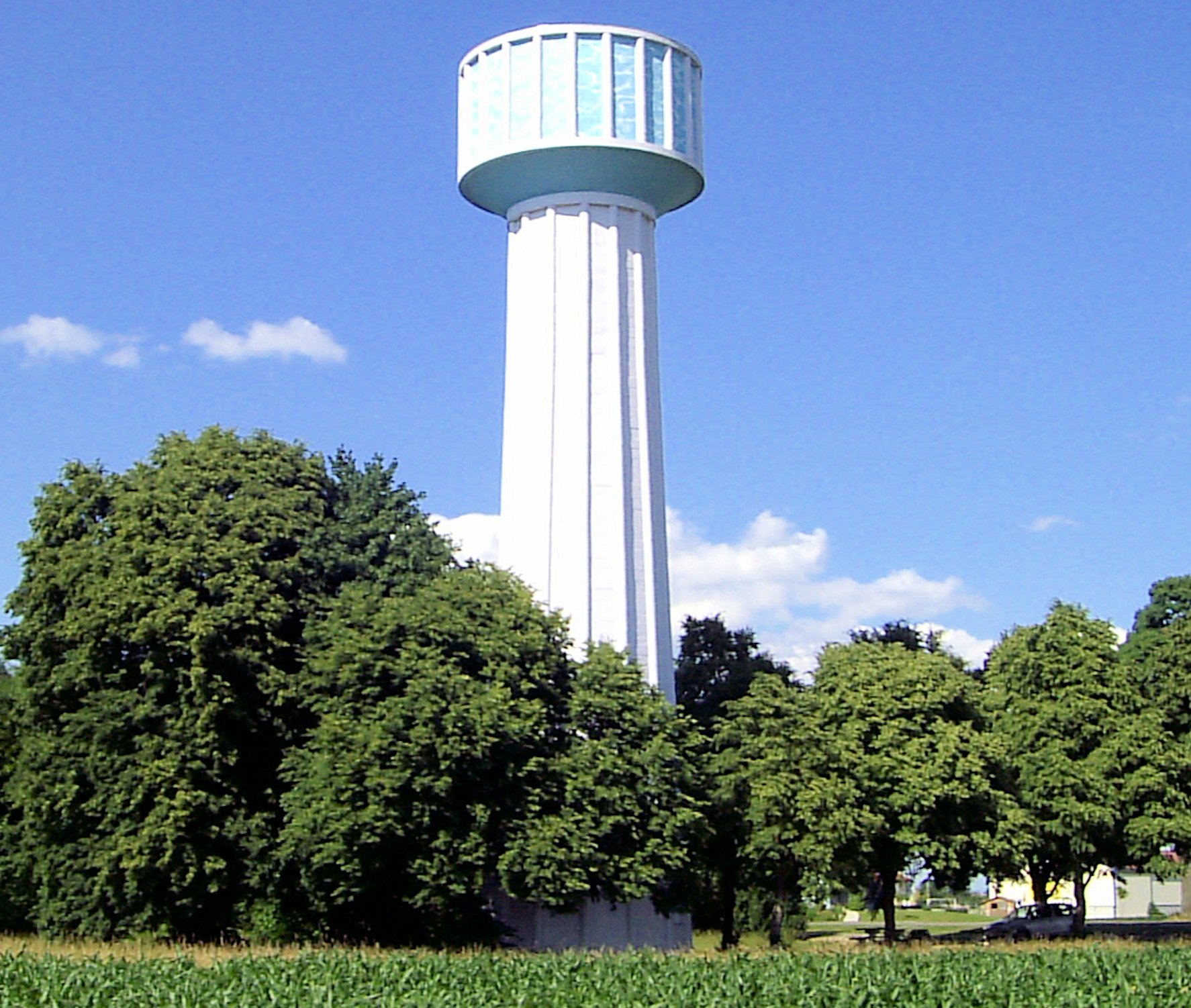
Wasserturm

Die Sankt-Ägidius-Kirche (église Saint-Gilles), ein schlichter Saalbau mit halbrund geschlossenem Chor, wurde 1782 fertiggestellt.  